# Ryan Gattis
 (juillet 2018).
Si vous disposez d'ouvrages ou d'articles de référence ou si vous connaissez des sites web de qualité traitant du thème abordé ici, merci de compléter l'article en donnant les références utiles à sa vérifiabilité et en les liant à la section « Notes et références ».
Pour les articles homonymes, voir Gattis.
Ryan Gattis, né en 1978 à Belleville, dans l'État de l'Illinois, est un écrivain américain, auteur de roman policier.

## Biographie
Il naît à la Scott Air Force Base à Belleville, dans l'Illinois, une base aérienne de l'armée américaine où son père travaillait. Il grandit dans le Colorado. En 2001, il obtient un B.F.A. en écriture créative à l'université Chapman, suivi par une maîtrise en création littéraire obtenue en 2002 à l'université d'East Anglia à Norwich en Angleterre.
Il publie en 2004 Roo Kickkick and the Big Bad Blimp, son premier roman, puis l'année suivante donne un second titre. Il travaille ensuite comme professeur à l'université Chapman où il enseigne l'écriture créative et s'installe à Los Angeles où il rejoint le collectif de street-art UGLAR.
En 2015, il fait paraître le roman noir Six jours (All Involved), une œuvre chorale qui narre par la voix de dix-sept personnages différents les six jours des émeutes de 1992 à Los Angeles. La même année, ce roman obtient en France le prix du roman noir dans la sélection des meilleurs livres de l'année du magazine Lire.

## Œuvre

### Romans

#### SérieBig Drop
- Homecoming (2012)
- Impermanence (2013)

#### Autres romans
- Roo Kickkick and the Big Bad Blimp (2004)
- Kung Fu High School (2005)
- All Involved (2015) Publié en français sous le titre Six jours, traduction de Nicolas Richard, Paris, Fayard, 2015 ; réédition, Paris, LGF, coll. « Le Livre de poche » no 34240, 2016 (ISBN 978-2-253-18298-6)
- Air (2016)
- Safe (2017) Publié en français sous le titre En lieu sûr, traduction de Nicolas Richard, Paris, Fayard, 2019 (ISBN 978-2-2137-0806-5)
- The System (2020) Publié en français sous le titre Le Système, traduction de Nadège Traoré-Dulot, Paris, Fayard, 2021 (ISBN 978-2-213-70807-2)

## Prix et distinctions
- Meilleurs livres de l'année du magazine Lire en 2015 dans la catégorie Roman noir avec Six jours (All Involved).